# طهنا الجبل
طهنا الجبل (به عربی: طهنا الجبل) یک منطقهٔ مسکونی در مصر است که در استان منیا واقع شده‌است.

## نگارخانه

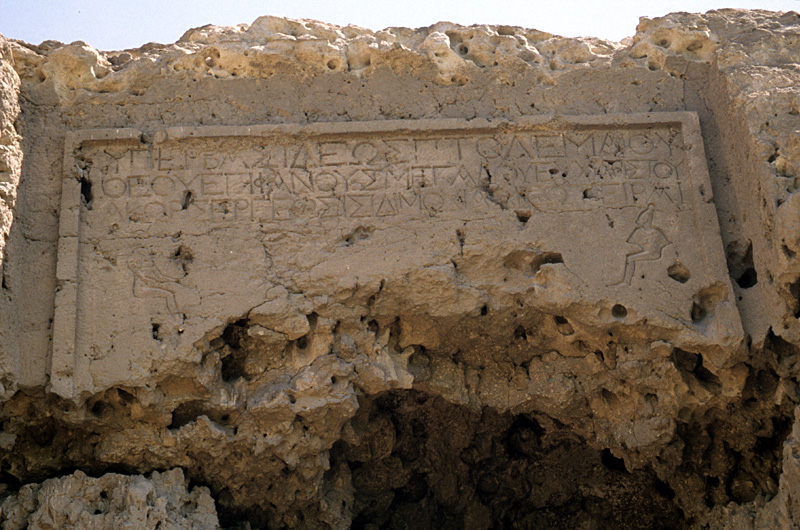
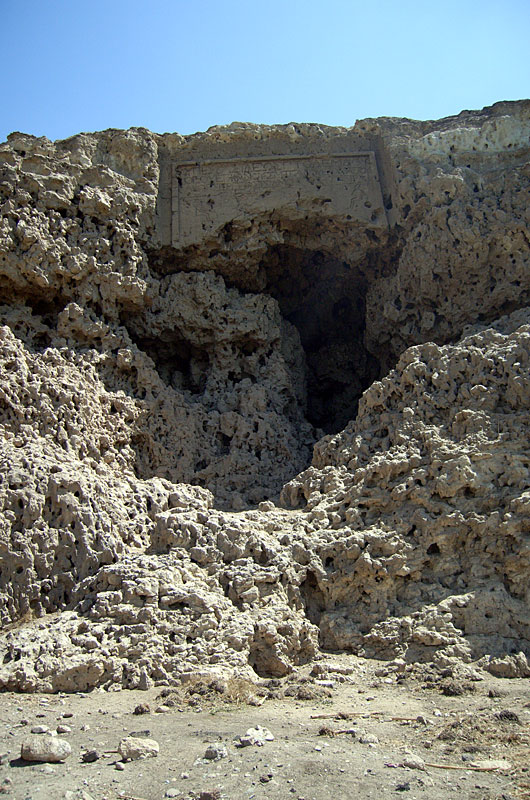
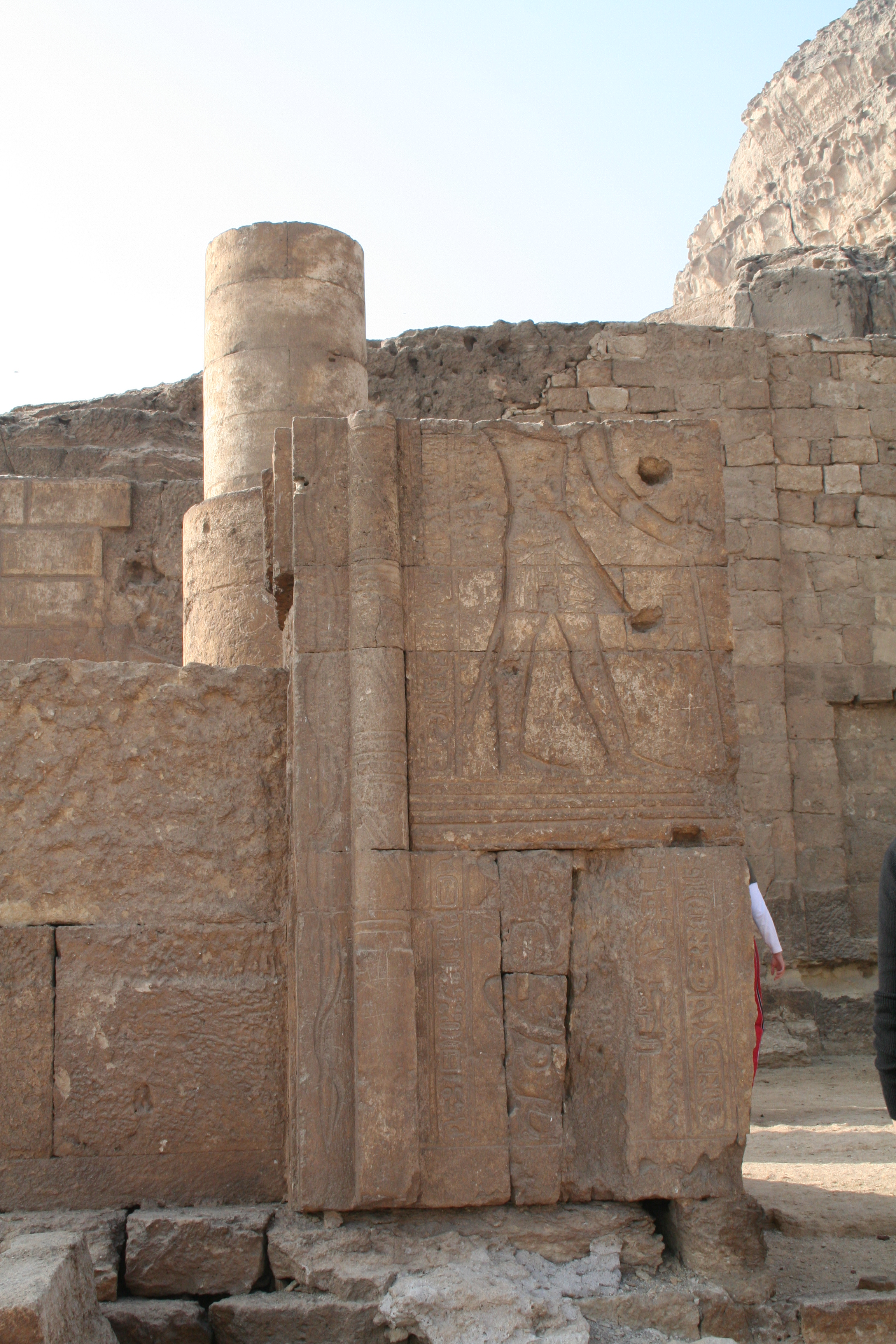